# فرهنگ در استان فارس
با تکوین و رشد شهرنشینی، فرهنگ مردم دچار دگرگونی و تغییرات ساختاری شده است. بی‌شک، ویژگی‌های قومی‌و فرهنگی تعریف شده مشخص در میان اقوام و عشایر قابل رؤیت است. امروزه به فراموشی سپرده شده است. زندگی ساده عشایری هنوز ویژگی‌های سنتی را حفظ کرده است. استان فارس یکی از استان‌هایی است که بالاترین جمعیت عشایری کشور را دارد. ایلات قشقایی، کهگیلویه، خمسه و… هنوز بخش قابل توجهی از جمعیت استان را تشکیل می‌دهند.

## فضاهای ویژه عشایری
استان فارس حدود ده هزار خانوار غیرساکن دارد که بیشترین تعداد آن‌ها را عشایر کوچنده منتسب به‌ایلات قشقایی، خمسه، کهگیلویه و ممسنی تشکیل می‌دهند. فضاهای کوچ و اتراق عشایر استان همراه با کنش‌های فرهنگی ویژه عشایری مشتمل بر نوع پوشش، مناسبات اجتماعی، نحوه کوچ، مسیرهای ایل‌رو و… جاذبه‌های متنوع و جالب توجهی را پدیدمی‌آورند که در نوع خود برای ایرانگردان و جهانگردان جالب توجه است. عمده‌ترین زیست‌بوم‌های عشایری استان را ایل راه‌های عشایر منطقه تشکیل می‌دهند که عبارتند از: کازرون، لار، ممسنی، پاسارگاد، خنج و داراب.
ییلاقات ایل قشقایی که در دامنه شمالی کوه‌های زاگرس در امتداد شمال غربی به جنوب شرقی ادامه دارد، از شمالی‌ترین منطقه کامفیروز یعنی از نواحی طویله بند و گرمه شروع می‌شود و با عرض متفاوت از نود تا سی کیلومتر در دامنه شمالی کوه‌های دنا که حد فاصل بین کهگیلویه و بویراحمد، فارس و اصفهان است تا منطقه بروجن امتداد می‌یابد.
این منطقه از جنوب و جنوب غربی به ناحیه جاوید و رستم ممسنی، دشت روم یاسوج و سی‌سخت در کهگیلویه و بویراحمد، از غرب به فلارد و خانمیرزا و بروجن در چهار محال و بختیاری، از شمال به بروجن و شهرضا در استان اصفهان و دشت سعادت‌آباد آباده در استان فارس و از شرق به‌ایلاقات ایل خمسه باصری یعنی به نواحی قنقری و ابرج محدود می‌شود. این نواحی پنج بخش بزرگ جمعیتی کاکان، بن رود، چهار دانگه، پادنا و سمیرم علیا را به‌طور کامل و قسمت‌هایی از حومه آباده و کامفیروز را در بر می‌گیرند.
ییلاقات ایلات خمسه در شرق ییلاقات ایل قشقایی قرار دارند و به ترتیب از جنوب به شمال نواحی مرودشت، رامجرد، بیضا، ابرج، مشهد مرغاب قنقری و بوانات را در برمی‌گیرند. این ناحیه از شمال به استان یزد، از شرق به سیرجان در استان کرمان، از جنوب به شهرستان شیراز و از غرب به‌ایلاقات قشقایی محدود می‌شود.
علاوه بر مناطق ییلاقی یادشده که خارج از مرز سیاسی استان فارس قرار گرفته‌اند. ییلاقات داخلی استان فارس نیز از زیست‌بوم‌های جالب توجه عشایری منطقه محسوب می‌شوند که‌ایلاقات کوهمره از مهم‌ترین آنهاست. کوهمره به ترتیب از شرق به غرب در امتداد کوه‌های زاگرس در جنوب شهرستان شیراز در فاصله سیاخ و دشمن زیاری به سه قسمت کوهمره سرخی، کوهمره جروق و کوهمره نودان تقسیم می‌شود.
عشایر این ناحیه که به نام محل‌های یاد شده شناخته می‌شوند، فاصله زیادی بین ییلاق و قشلاق خود ندارند. در اوایل فروردین از دامنه کوه‌ها بالا رفته و تابستان را در دشت‌های مرتفع و دامنه‌های شمالی رشته کوه زاگرس سکونت می‌گزینند و در اوایل شهریور ماه از این کوه‌ها پایین آمده و با طی مسافتی که از چهل تا هشتاد کیلومتر تجاوز نمی‌کند به مناطق قشلاقی خود در دامنه‌های جنوبی رشته‌کوه مذکور می‌رسند.
مناطق قشلاقی عشایر فارس عموماً دشت‌های جنوب شرقی، جنوب غربی و گاهی نیز دشت‌های مرکزی استان را شامل می‌شوند و عموماً ارتفاع کم و هوای ملایم در زمستان و بسیار گرم در تابستان دارند قشلاق ایل قشقایی در دامنه جنوبی رشته‌کوه‌های زاگرس قرار دارد و گاهی نیز از این کوه‌ها فاصله زیادی گرفته و به سوی دشت‌های کم ارتفاع ساحلی و تا زمین‌های دشتستان و استان بوشهر و نوار ساحلی جنوب پیش می‌رود.
مناطق قشلاقی قشقائیان به‌طور مشخص در جنوب شرقی از ناحیه هرم و خنج شروع می‌شود و نواحی قیر و کارزین، افزراربعه، سیمکان، میمند، فیروزآباد خواجه‌ای، فراشبند، بوشگان، قسمتی از جره و سپس در ناحیه جنوب غربی استان فارس نواحی شاپور ماهور در استان کهگیلویه و بویراحمد اطراف دو گنبدان و در استان بوشهر لیراوی را دربرمی‌گیرند.
مناطق قشلاقی ابلات خمسه نیز عمدتاً در لارستان قرار دارد و از هرم و کاریان آغاز می‌شود و تمامی نواحی شرقی این منطقه را تا قسمت‌هایی از شمال هرمزگان در بر می‌گیرد.

## موسیقی بومی
موسیقی بومی ایل قشقایی با نام «عاشیقها»، «چنگیان» و «ساربانان» درآمیخته و در این میان موسیقی عاشیقی از جایگاه والایی برخوردار است، موسیقی عاشیقی کهن و گسترده است و با شعر فولک درآمیخته است عاشیق‌ها برای رویدادهای غمناک و شاد نوایی در سینه دارند. در هنر عاشیقی حماسه جایگاه ارزنده‌ای دارد و در شعر آن نیز عرفان مقامی‌شایسته. حضور این هنرمندان را نه تنها در فارس، بلکه در آذربایجان و بیرون از مرزهای این سرزمین نیز می‌توان پی گرفت. از خلال روایات قومی‌می‌توان دریافت که عاشیق‌های قشقایی در اصل از مناطقی همانند قفقاز، شیروان و شکی به فارس مهاجرت کرده‌اند و وجوه اشتراک قابل توجهی بین عاشیق‌های قشقایی و آذربایجانی به ویژه در زمینه بیان شجاعت و مردانگی افسانه‌وار «کوراوغلو» وجود دارد، ولی از نظر شیوه اجرا تفاوت‌هایی نیز با همدیگر دارند.
آهنگ‌هایی همچون «کرمی»، «معصوم»، «محمود» و… را با کمی‌اختلاف عیناً در اجرای عاشیقهای آذربایجانهم می‌توان ملاحظه کرد. سازی که عاشیق قشقایی می‌نوازد شبیه سه‌تار و دارای ۹ سیم است که عموماً آن را با مضراب یا پنجه می‌نوازند، ولی در دهه‌های اخیر کاربرد تار، کمانچه و دیگر آلات موسیقی نیز جایگاهی در میان موسیقی قشقایی یافته‌اند که عمدتاً مورد استفاده هنرمندان جوان قرار می‌گیرد از آهنگ‌های قدیمی‌و امروزی عاشیق‌های قشقایی می‌توان از «سحرآوازی»، «جنگ‌نامه»، «محمدطاهر بیک»، «معصوم»، «صمصام»، «کوراوغلو»، «محمود و صنم»، «محمود و نگار»، «باش خسرو»، «هلیله خسرو»، «بیستون»، «حیدری، «گرایلی»، «باش گرایلی»، «باسماگرایلی»، «کرمی» و… نام برد که برخی از آن‌ها همراه با داستانی که عمدتاً مایه مهر و محبت و دلدادگی دارند، خوانده می‌شود.
هر کدام از آهنگ‌های مذکور با پیشینه قومی‌و تاریخی قوم قشقایی و دیگر اقوام ترک‌زبان ارتباط جدایی‌ناپذیر یافته‌اند عاشیق‌های قشقایی معمولاً همراه عشایر کوچ می‌کنند. از معروف‌ترین عاشیق‌های معاصر ایل قشقایی می‌توان به «عاشیق صیاد» و «عاشیق اسماعیل» اشاره کرد گذشته از عاشیق‌ها، در میان ایل قشقایی هنرمندان دیگری نیز هستند که به «چنگیان» معروفند. این هنرمندان «کرنا» و «نقاره» می‌نوازند و پیشة اصلی آن‌ها نوازندگی است. اغلب مردم ایل، این گروه را چندان حرمت نمی‌نهند و آن‌ها را گروهی پست می‌شمارند و حتی از وصلت با آن‌ها خودداری می‌کنند چنگیان که نمی‌توانند تنها از راه هنرمندی به زندگیشان ادامه دهند، به کارهایی مانند اصلاح سر و صورت، کشیدن دندان، ختنه کردن کودکان و… می‌پردازند.
از هنرمندان منسوب به گروه چنگیان می‌توان از «گنجی» و «فرامرز» نام برد که بیشتر اوقات همراه ایل کوچ می‌کنند. فرامرز در اجرای کرنا شیوه و سبک خاص دارد ساربانان گروهی دیگر از خادمان موسیقی ایل قشقایی هستند که صرفاً براساس ذوق و علاقه شخصی به کار موسیقی کشانده شده‌اند. آنان آهنگ‌های قومی‌ایل قشقایی را با «نی» می‌نوازند. نی در میان قشقایی‌ها سازی قدیمی و شناخته شده است که هنوز از محبوبیت و اهمیت ویژه‌ای برخوردار است. از آهنگ‌های مخصوص ساربانان «گدان دارغا» را می‌توان نام برد که در وصف شترهای در حال حرکت است ترانه‌های عاشیق‌ها و چنگیان به زبان ترکی قشقایی است، ولی ساربانان با زبانی غیر از ترکی قشقایی آواز می‌خوانند که در اصطلاح محلی به نام «کوروشی» مشهور است. جای شگفتی است که ساربانان با آنکه دارای فرهنگ ایل قشقایی هستند با زبانی شبیه زبان پهلوی سخن می‌گویند. در حال حاضر به دلیل تعداد اندک این قبیل افراد، زبان آن‌ها نیز در حال از بین رفتن است، تا جایی که حتی فرزندان آن‌ها نیز رغبتی به تکلم با این زبان ندارند.

## ادبیات فولک ایلی
پیشینه مکتوب شعر و ادبیات در میان ایل قشقایی به بیش از ۲۵۰ سال پیش می‌رسد. اشعار شاعران گمنام سینه به سینه نقل می‌شود و به گنجینه فولکلوریک قشقایی‌ها غنا می‌بخشد. اشعار قشقایی‌ها مالامال از سوزوگداز زندگی، هجر و فراق است شعر عشایری از جدایی‌ها، از جور روزگار، از عشق و از عاطفه سخن می‌گوید. از ویژگی‌های عمده شهر قشقایی نقش بسیار پراهمیت طبیعت در لطافت بخشیدن به‌این گونه اشعار است. کمتر شعری از شاعران قشقایی می‌توان پیدا کرد که در آن یادی از کوه، جنگل، دشت، سبزه و آب نشده باشد از سوی دیگر شعر قشقایی تحت تأثیر کوچ صاحب مقام و مرتبه‌ای خالص است کوچ را به دلیل دل کندن از سرزمینی به سرزمین دیگر، جدا شدن از یارانی که درراه کوچ می‌میرند یا آنانی که اسکان را می‌پذیرند سرزنش کرده‌اند.
شعر قشقایی را همه جا می‌خوانند در عروسی در عزا به هنگام شادی و غم. شعر عروسی‌ها همراه پایکوبی و شعر عزا همراه با حزن و اندوه خوانده می‌شود متأسفانه بیشتر سرایندگان شعر قشقایی ناشناخته‌اند اما به نام چند تن از شاعران معاصر ایل که با سروده‌های خویش در میان ایل زندگی کرده‌اند ازآن جمله به شاعر مشهور ایل قشقایی محزون و به عبارتی دیگر ماذون و همچنین یوسف علی بیک می‌توان اشاره کرد که نام و یادشان همیشه در نزد قشقایی‌ها زنده و جاوید خواهد ماند از شاعران تقریباً آشنای ایل قشقایی می‌باید به عیسی قاسم نیز اشاره شود وی هم‌زمان با محزون زندگی می‌کرد و تنها یک قطعه شعر از او باقی‌مانده است که به مناظره او با محزون مربوط است بعد از وی باید به حسین صمصام اشاره کرد وی از نزدیکان خوانین قشقایی بود از اشعار این شاعر هم ادبیات بسیار اندکی باقی‌مانده است.

## محزون (ماذون)
از شرح حال و روزگار محزون این شاعر بلندپایه ایل قشقایی چندان اطلاعات مستندی در دست نیست. آنچه دربارهٔ او بر سر زبان‌هاست حکایت از آن دارد که محزون در حدود ۲۵۰ سال پیش می‌زیسته و هم‌زمان با سلطان محمودخان ایلخان قشقایی زندگی می‌کرده است. محزون شاید تنها شاعر ایل قشقایی است که نامش بی ذکر هیچ نمونه شعری در کتاب شرح احوال شاعران ایران آمده است وی در طول زندگی همواره با فقر و تنگدستی مواجه بوده که دراشعارش نیز منعکس شده است.
از ویژگی‌های دیگر زندگی محزون آوارگی و بی سامانی اوست، تا آنجا که هرگز ساکن در طایفه‌ای نشده است و هر روز جایی و هرزمان مکانی تازه می‌جسته است محزون مدتی را نیز برای کسب معلومات بیشتر در شهر شیراز گذرانده و در این شهر موفق به دیدار بسیاری از شاعران و ادیبان شیرازی و کسب فیض از محضر آنان شده است. سال مرگ محزون و چگونگی مرگ آن مشخص نیست، قبر این شاعر دلسوخته قشقایی در جوار آرامگاه سعدی شیراز است.

## جشن‌های ملی و مذهبی
در سراسر استان فارس، مراسم و اعیاد ملی برگزار می‌شود. از میان این مراسم، جشن‌های ملی چهارشنبه سوری، عید نوروز، سیزده بدر، عید قربان، عید فطر، عید غدیر خم، نیمه شعبان، عید مبعث، روز تولد ائمه اطهار و… با شور و شوقی زایدالوصف برگزار می‌شود. عید نوروز و مراسم مربوط به آن نیز، با شور و شعف وصف‌ناپذیر برگزار می‌شود و شیوه برگزاری این مراسم در استان فارس نیز مانند سایر نقاط ایران است.

### جشن هنر شیراز

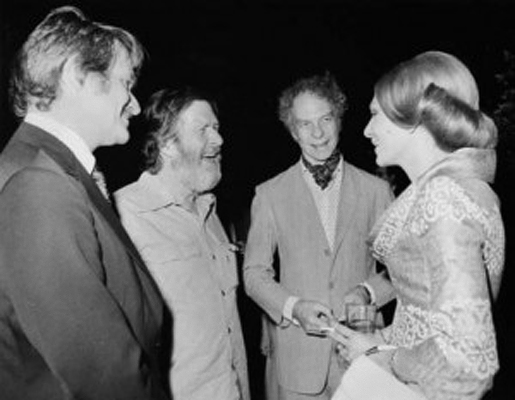
جشن هنر شیراز؛ شهبانو فرح پهلوی با جان کیج و مرس کانینگهام در جشن هنر ۱۳۵۱

شهر شیراز در بین سال‌های ۱۳۴۷ تا ۱۳۵۷ محل برگزاری جشن هنر شیراز بود. این جشنواره در زمان خود بزرگ‌ترین رویداد فرهنگی در نوع خود در سطح جهان بود. این رویداد با هدف تشویق هنرهای سنتی ایران و بالا بردن استانداردهای فرهنگی ایران تشکیل شده‌بود. همچنین این رویداد محلی بود برای گرد آمدن بزرگ‌ترین هنرمندان سنتی و مدرن ایران و سراسر دنیا در رشته‌های مختلف هنری.

### جشن‌های ۲۵۰۰ ساله

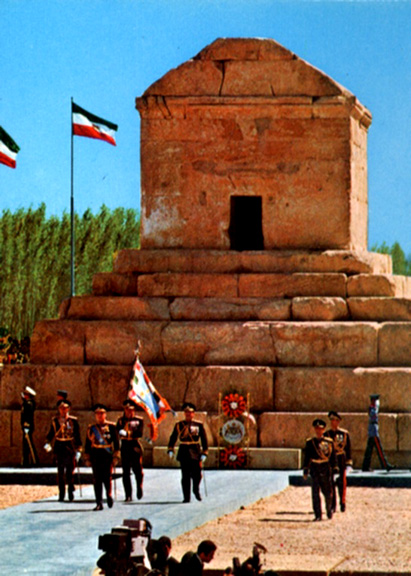
محمدرضا شاه پهلوی در حال ادای احترام به آرامگاه کورش بزرگ در جریان برگزاری جشن‌های ۲۵۰۰ ساله شاهنشاهی ایران

جشن‌های ۲۵۰۰ ساله شاهنشاهی ایران به مناسبت دوهزار و پانصد سال تاریخ مدون شاهنشاهی ایران و در زمان سلطنت محمدرضا شاه پهلوی از تاریخ ۱۲ تا ۱۶ اکتبر ۱۹۷۱ (برابر با ۲۰ تا ۲۴ مهر ۱۳۵۰) در تخت جمشید برگزار شد. در این جشن‌ها، سران حکومتی و پادشاهان ۶۹ کشور جهان شرکت کردند و تمدن و تاریخ کهن ایران را ارج نهادند.

## مراسم ویژه عشایری
در سطح استان فارس و به ویژه در میان ایل قشقایی و سایر ایلات کوچرو فارس مراسم ویژه‌ای برگزار می‌شود. یکی از مهم‌ترین و جالب‌ترین این نوع مراسم در ایل قشقایی «کوساگلین» نام دارد و معمولاً در مواقعی که باران نبارد به اجرا گذاشته می‌شود.

## قالی بافی
قالی بافی، همواره‌یکی از صنایع مهم دستی ایرانیان بوده است در میان عشایر استان فارس هنوز زیباترین هنر دستی، قالی بافی است که آمیزه‌ای است از کار و تلاش و هنر که با دست‌های سخت کوش زنان عشایر بافته می‌شود در میان این بافته‌هانوعی فرش به نام گبه بافته می‌شود گبه تجلی زیبایی، طراوت و شادی زندگی عشایری است که مانند پیراهن‌های رنگ به رنگ زنان قشقایی موجی از رنگ‌ها ی شاد طبیعت را درخود جای داده است زمینه اصلی این فرش، دشت‌های سرسبزی است که عشایر در آن‌ها زندگی می‌کنند. انگار تمامی‌زیبایی‌های طبیعت در زمان کوچ به دست دختران و زنان هنرمند قشقایی بر این فرش‌ها ی کوچک نقش بسته است.

## پارچه بافی
در گذشته در شهرهای شیراز و کازرون پارچه‌های ابریشمی‌نخی و پشمی‌بافته می‌شد و شهرت بسیار زیادی را دارا بود.

## حصیر بافی
بوریا بافی و سبدبافی در استان فارس رواج دارد و بهترین نوع بوریا متعلق به شهر کازرون است. سبد بافی قشقاییها از منظر شکل و نقش بسیار جالب است.

## سفالگری
در استان فارس انواع ظروف سفالی ساده و لعابدار و انواع کاشی‌های هنری تولید می‌شود بهترین ظروف کاشی در استهبان تولید می‌شود.

## نقره کاری و مسگری
ظروف مسی و نقره کاری از جمله صنایع مهم استان فارس می‌باشد مسگری و نقره کاری شیراز نیز شهره خاص و عام می‌باشد.

## خاتم کاری
مهم‌ترین صنعت دستی استان فارس، خاتم کاری شیراز است و بهترین نوع خاتم نیز در این شهر تولید می‌شود. منبت کاری نیز در استان فارس رواج زیادی دارد. همچنین منبت کاری و کنده کاری آباده شهرتی بسزا دارد. در استان فارس صنایع دیگری مانند تلکلی دوزی، گیوه دوزی، نمدمالی، خراطی، چرم سازی، سنگ‌تراشی و شیشه‌گری نیز رایج است.

## رقص‌های محلی
رقص‌های محلی و بومی قشقایی‌ها عمدتاً به صورت گروهی اجرا می‌شود. در این میان «رقص چوب» به لحاظ شیوه اجرا و حرکات ریتمیک و ماهرانه اجراکنندگان آن، از جذابیت خاصی برخوردار است. به ویژه آنکه‌این نوع رقص با آهنگ «جنگ‌نامه» توأم است و در مراسم جشن و سرور اجرامی‌شود رقص چوب توسط دو نفر اجرا می‌شود.

## غذاها
از غذاها و خوارکی‌ها استان فارس می‌توان به آش کارده، آش سبزی صبحانه، کلم پلوی شیرازی، کوفته هلو، دو پیازه آلو، کوفته سبزی، فالوده، دم‌پخت عدس و کلم چنگال اشاره نمود.
همچنین شکر پلو، آش انار، یخنی نخود، بادام سوخته، قرمه به، رب پلو، یخنی عدس کلم، شکر پنیر، حلیم بادمجان، حاجی بادام، حلوای کاسه، دوای آرد و روغن، آش ماست، پاچه پلو، قنبرپلو، آب پیازک، رنگینک و شامی نیز از غذاهای مخصوص شهر شیراز هستند.